# Uromyces wedeliae
Uromyces wedeliae är en svampart som beskrevs av Henn. 1904. Uromyces wedeliae ingår i släktet Uromyces och familjen Pucciniaceae.   Inga underarter finns listade i Catalogue of Life.